# Liste der Kulturdenkmäler in Dankerath
In der Liste der Kulturdenkmäler in Dankerath sind alle Kulturdenkmäler der rheinland-pfälzischen Ortsgemeinde Dankerath aufgeführt. Grundlage ist die Denkmalliste des Landes Rheinland-Pfalz (Stand: 12. Juni 2023).

## Einzeldenkmäler
| Bezeichnung                           | Lage                           | Baujahr | Beschreibung             | Bild                           |
| ------------------------------------- | ------------------------------ | ------- | ------------------------ | ------------------------------ |
| Katholische Filialkirche St. Nikolaus | Hauptstraße, Ecke Postweg Lage | 1912    | Saalbau, bezeichnet 1912 | weitere Bilder Fotos hochladen |